# パンチ (葉巻)

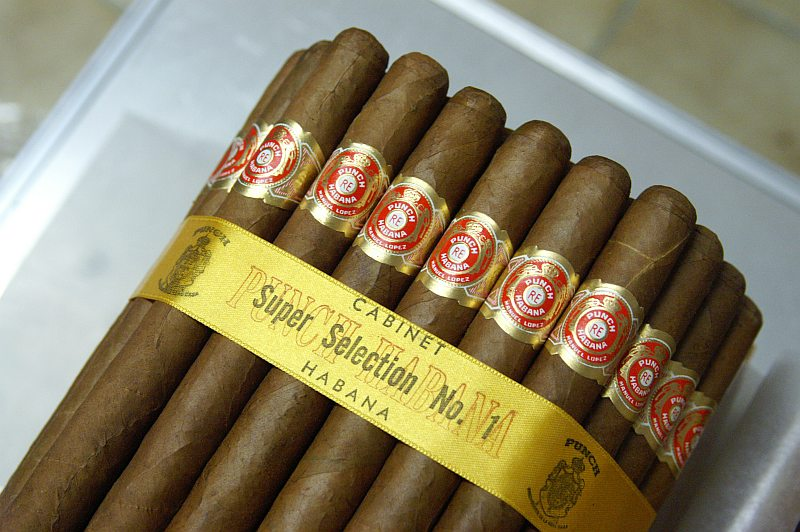
木箱入りのラベル銘柄

パンチ（英語：Punch）とは、キューバ共和国で生産されている葉巻の銘柄の1つ。

## 概要
1840年にマヌエル・ロペスがイギリス市場にて開発。キューバ・クラシック・シガーに分類される銘柄で、現在確認されている葉巻銘柄の中で最も古い部類に入る。イギリス市場で発表されたこともあり、当時の英国において大きな支持を得、後にウインストン・チャーチルもハバナ滞在時に工場を訪れた事もある有名銘柄である。ミディアムボディの味わいで、土やなめし皮を髣髴とさせる風味と酸味の強い銘柄とされている。名前の由来は当時から存在する風刺漫画及び人形劇の「パンチ」で、マスコットキャラクターであるMr.パンチも本銘柄の箱やラベル等に描かれている。詳しくはパンチ(雑誌)を参照。

## 種類
下記の表記は代表的な銘柄だが、限定品は無論の事、ロイヤルセレクションなども数多く存在し、種類は豊富である。